# هيغاساكيتي
هيغاساكيتي هي فرقة موسيقى البوب والروك المستقلة من النرويج . تشكلت الفرقة عندما قابلت المغنية وكاتبة الأغاني إنغريد هيلين هافيك عازف الطبول تروند بيرسو أثناء دراسة موسيقى الجاز في معهد تروندهايم للجاز. في عام 2010 ، بعد ستة أشهر فقط ، بدأ الثنائي العمل على ألبومهما الأول. تم إصدار ألبوم All That Floats Will Rain في عام 2012 في النرويج.

## الأغاني
| عام                                              | غير مرتبطة               | موقع الذروة | موقع الذروة     | البوم                             |
| عام                                              | غير مرتبطة               | ولا <br />  | أستراليا <br /> | البوم                             |
| ------------------------------------------------ | ------------------------ | ----------- | --------------- | --------------------------------- |
| 2013                                             | "منذ الأربعاء الماضي"    | -           | -               | المعاملة الصامتة                  |
| 2016                                             | "شخص سيحصل عليه"         | 34          | 100             | كامب إيكو                         |
| 2016                                             | "التذكرة الذهبية"        | -           | -               | كامب إيكو                         |
| 2017                                             | "5 مليون ميل"            | -           |                 |                                   |
| 2018                                             | "خارج عن السيطرة"        | 36 <br />   | -               | قلب اليورانيوم                    |
| 2019                                             | "Free to Go" (with Seeb) | 14 <br />   | -               | حزين في الدول الاسكندنافية        |
| 2019                                             | "هل يمكنني أن أغفر"      | 27 <br />   | -               | الرومانسية العارية ، الجزء الأول  |
| 2020                                             | "تحت الشمس"              | -           | -               | الرومانسية العارية ، الجزء الثاني |
| تشير "-" إلى تسجيل لم يتم رسمه أو لم يتم إصداره. |                          |             |                 |                                   |

## روابط خارجية
- الموقع الرسمي